# Xylion adustus
Xylion adustus är en skalbaggsart som först beskrevs av Olof Immanuel von Fåhraeus 1871.  Xylion adustus ingår i släktet Xylion och familjen kapuschongbaggar. Arten förekommer tillfälligt i Sverige, men reproducerar sig inte. Inga underarter finns listade i Catalogue of Life.

## Bildgalleri

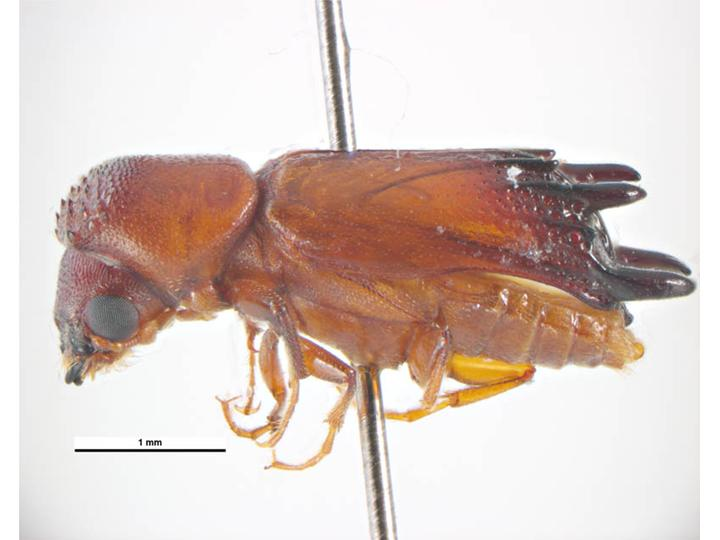